# Macrospectrodes subargentalis
Macrospectrodes là một chi bướm đêm thuộc họ Crambidae. Chi này chỉ gồm một loài Macrospectrodes subargentalis, thuuo72ng tìm thấy ở Ấn Độ (Sikkim).